# فيليمير إيليك
فيليمير إيليك هو سياسي صربي، ولد في 28 مايو 1951 في تشاتشاك في صربيا. نشط حزبياً في New Serbia (political party) ‏.